# 昂什农库尔和沙泽勒
昂什农库尔和沙泽勒（法語：Anchenoncourt-et-Chazel，法語發音：[ɑ̃ʃnɔ̃kuʁ e ʃazɛl]）是法国上索恩省的一个市镇，属于沃苏勒区。

## 地理
昂什农库尔和沙泽勒（47°51'56"N, 6°6'52"E）面积13.91 平方千米，位于法国勃艮第-弗朗什-孔泰大區上索恩省，该省份为法国东部内陆省份，北起顺时针与孚日省、贝尔福地区省、杜省、汝拉省、科多尔省和上马恩省接壤。
与昂什农库尔和沙泽勒接壤的市镇（或旧市镇、城区）包括：当皮埃尔莱孔夫朗、波兰库尔和克莱尔方丹、圣雷米昂孔泰。

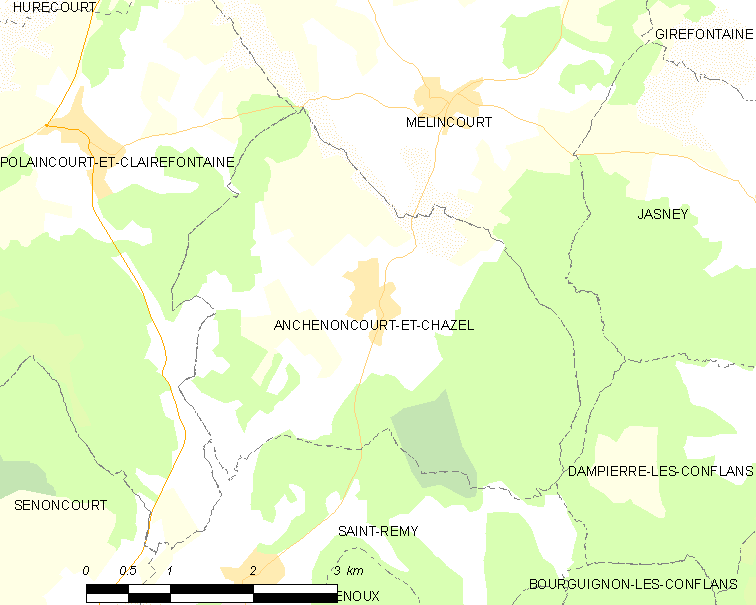
昂什农库尔和沙泽勒的OSM定位图

昂什农库尔和沙泽勒的时区为UTC+01:00、UTC+02:00（夏令时）。

## 行政
昂什农库尔和沙泽勒的邮政编码为70210，INSEE市镇编码为70017。

## 政治
昂什农库尔和沙泽勒所属的省级选区为索恩港县。

## 人口

1962-2008年间昂什农库尔和沙泽勒人口变化图示

昂什农库尔和沙泽勒于2022年1月1日时的人口数量为229人。